# (3051) Nantong
(3051) Nantong es un asteroide perteneciente al cinturón de asteroides, descubierto el 19 de diciembre de 1974 por el equipo del Observatorio de la Montaña Púrpura desde el Observatorio de la Montaña Púrpura, Nankín (China).

## Designación y nombre
Designado provisionalmente como 1974 YP. Fue nombrado Nantong en homenaje a la ciudad Nantong de la República Popular China.